# Latopilumnus
Latopilumnus is een geslacht van kreeftachtigen uit de klasse van de Malacostraca (hogere kreeftachtigen).

## Soorten
- Latopilumnus conicus Ng & Clark, 2008
- Latopilumnus guinotae (Deb, 1987)
- Latopilumnus malardi (de Man, 1914)
- Latopilumnus truncatospinosus (de Man, 1914)
- Latopilumnus tuberculosus (Garth & Kim, 1983)
- Latopilumnus tubicolus Türkay & Schuhmacher, 1985